# Jon Engen-Helgheim
Jon Engen-Helgheim (* 21. August 1981 in Nedre Eiker) ist ein norwegischer Politiker der rechten Fremskrittspartiet (FrP). Von 2017 bis 2021 war er Abgeordneter im Storting. In der Öffentlichkeit ist er auch unter dem Namen Jon Helgheim bekannt.

## Leben
Engen-Helgheim wuchs in einer Familie mit 13 Geschwistern auf. Seine Kindheit und Jugend verbrachte er in Mjøndalen und Hokksund. Die Familie gehörte der neureligiösen Bewegung Brunstad Christian Church an. Er selbst erklärte 2009, dass er nicht mehr dort aktiv sei. Nach dem Abschluss der Schulzeit im Jahr 1997 arbeitete Engen-Helgheim als Garten- und Landschaftsbauer, bevor er 2003 die Arbeit als Verkäufer begann. In den Jahren 2009 bis 2017 war er als Geschäftsleiter tätig.

## Parteikarriere
Im Jahr 2007 wurde er Mitglied der FrP. Engen-Helgheim führte von 2009 bis 2011 die Jugendorganisation Fremskrittspartiets Ungdom (FpU) im Fylke Buskerud an.
Helgheim begann nach seinem Ausscheiden aus dem Nationalparlament im Herbst 2021 für die Partei zu arbeiten. So war er zunächst als Sekretariatsleiter und anschließend als Kommunikationsmanager für die FrP-Stortingsfraktion tätig. Im November 2024 beendete er diese Tätigkeit, nachdem er von seiner Partei zum Spitzenkandidaten der Wahlliste in Buskerud nominiert wurde.

## Öffentliche Ämter

### Lokalpolitik
Zwischen 2011 und 2017 saß er im Stadtrat von Drammen. Im Jahr 2017 übernahm er für kürzere Zeit den Posten als Vizebürgermeister der Stadt.

### Stortingsabgeordneter
Bei der Parlamentswahl 2017 zog Engen-Helgheim erstmals in das norwegische Nationalparlament Storting ein. Dort vertrat er den Wahlkreis Buskerud und wurde Mitglied im Kommunal- und Verwaltungsausschuss. Dort übernahm er von Januar 2020 bis Februar 2021 den Posten als stellvertretender Vorsitzender.
Im November 2020 unterlag er in eine Kampfabstimmung um den ersten Listenplatz der Wahlliste bei der Stortingswahl 2021 seinem Parteikollegen Morten Wold. Infolgedessen erhielt er in Buskerud keinen Platz auf der Wahlliste. Im März 2021 wurde er stattdessen auf den zweiten Platz der FrP-Liste in Oslo gewählt. Da die FrP in Oslo bei der Wahl im September 2021 jedoch nur ein Mandat erhielt, schied er aus dem Storting aus.
Im Vorfeld der Wahl 2025 wurde er als Spitzenkandidat der FrP in Buskerud aufgestellt.

## Positionen

### Frauenrechte
Im Mai 2018 schrieb Engen-Helgheim in einem Beitrag auf Facebook, dass die biologischen Voraussetzungen Frauen dazu bringen, weniger als Männer zu arbeiten. Es sei deshalb laut ihm sinnlos, Frauenquoten oder andere Maßnahmen einzuführen. Weiter schrieb er, dass es kein Problem sei, wenn weniger Frauen in Chefpositionen sind, da Frauen dies selbst so wünschen. Seine Aussagen wurden unter anderem von Politikerinnen des damaligen Regierungspartners Høyre und dem Biologieprofessor Dag Olav Hessen kritisiert.

### Migrations- und Asylpolitik
Im Juni 2020 verfasste er gemeinsam mit seiner Parteikollegin Siv Jensen einen Beitrag für Norsk rikskringkasting (NRK), in welchem sie sagten, dass es keinen systematischen Rassismus auf Seiten der norwegischen Polizei gäbe. Bereits im August 2019 veröffentlichte er an gleicher Stelle einen Text, in dem er aussagte, dass „Islamophobie“ ein konstruierter Begriff sei, der ausschließlich als Herrschaftstechnik verwendet wird.
Im Jahr 2024 unterstützte er einen Vorschlag, dass die Stadt Drammen nur noch ukrainische Flüchtlinge aufnehmen solle, da diese leichter zu integrieren seien.